# بشدره (راز و جرگلان)
بشدره (راز و جرگلان)، روستایی از توابع بخش راز و جرگلان شهرستان راز و جرگلان در استان خراسان شمالی ایران است.

## امکانات و کمبودها
روستای مرزی بشدره دارای امکاناتی از قبیل برق ، آب لوله کشی ، تلفن ، گاز ، مدرسه ابتدایی و راهنمایی میباشد.
کمبودهای اساسی روستای بشدره خانه بهداشت متمرکز و مناسب ،  ، اینترنت پرسرعت ADSL، کتابخانه ، 

### جمعیت
این روستا در دهستان راستقان قرار دارد و براساس سرشماری مرکز آمار ایران در سال ۱۳۸۵، جمعیت آن ۵۱۷ نفر (۱۰۸خانوار) بوده‌است.